# シーマス・デイヴィー＝フィッツパトリック
シーマス・デイヴィー＝フィッツパトリック（Seamus Davey-Fitzpatrick,  1998年12月29日 - ）は、アメリカ合衆国の俳優・子役。

## 来歴
1998年、ニューヨーク生まれ。両親も共に俳優で、アイルランド系の家系。子役として幼い頃から活動を始め、マリオット・インターナショナルのコマーシャルなどへ出演。またサラ・ジェシカ・パーカー主演の『セックス・アンド・ザ・シティ』などのドラマへも出演した。
最初の大役は、2006年に製作された1976年のホラー映画のリメイク映画『オーメン』。同作では、不気味な養子のダミアンを演じた。それ以降もテレビドラマや映画など数々の作品にクレジットされており、ロバート・デ・ニーロ主演の『みんな元気』やウェス・アンダーソン監督の『ムーンライズ・キングダム』などへも出演している。

## 出演作品

### 映画
- オーメン Omen (2006)
- みんな元気 Everybody's Fine (2009)
- The Key Man (2011)
- ムーンライズ・キングダム Moonrise Kingdom (2012)
- ビフォア・ミッドナイト Before Midnight (2013)
- Northern Borders (2013)
- Wish You Well (2013)
- The Longest Week (2014)
- 完全なるチェックメイト Pawn Sacrifice (2014)
- 冷たい晩餐 The Dinner (2017)

### テレビドラマ
- セックス・アンド・ザ・シティ Sex and the City (2003)
- LAW & ORDER:犯罪心理捜査班 Law & Order: Criminal Intent (2006)
- The Black Donnellys (2007)
- LAW & ORDER:性犯罪特捜班 Law & Order: Special Victims Unit (2007, 2013)
- The Guiding Light (2007 - 2008)
- 時空刑事 ライフ・オン・マーズ Life on Mars (2008)
- Kings (2009)
- ダメージ Damages (2010)
- Lights Out (2011)
- PERSON of INTEREST 犯罪予知ユニット Person of Interest (2011)